# Воцкий, Павел Фёдорович
Павел Фёдорович Воцкий (1795 — после 1840) — первый енисейский губернский архитектор (1824—1830). В начале 1820-х занимался архитектурным обустройством границы на Московском тракте между Енисейской, Томской и Иркутской губерниями. Автор проектов Покровской церкви в с. Шила (1829—1850), Казанской в Ачинске (1826—1833), Преображенской в Туруханске (1827—1829), Троицкой в с. Уринском (1827—1830), Преображенской в с. Кашино-Шиверском (1827), реконструкции Гостиного двора в Енисейске (1820-е), ряда жилых и гражданских зданий в Енисейске и Красноярске. Внес значительный вклад в развитие принципов позднего классицизма в архитектуре Енисейской губернии. С 1831 в Петербурге (Св. ворота и ограда (1831—1834) Волковского кладбища и др.)